# Blatnica, Begunje
Blatnica je potok, ki izvira na južnih pobočjih gore Tolsti vrh (1225 m) v Karavankah. V zgornjem toku ima večji levi pritok, Globoki potok. Oba pa ustvarjata drsne in skočne slapove. Blatnica ravninski del doseže v naselju Begunje na Gorenjskem. Teče po zahodni strani naselja (po vzhodni strani Begunj teče potok Zgoša oziroma Begunjščica), nato pa še skozi Poljče, Studenčice in Hraše. Jugovzhodno od tega naselja ponikne.